# 廷娥
金廷娥（諺文：김정아，英文：Kim Jung-Ah，1983年8月2日—），台灣唱片公司公布藝名為正雅。韓國女歌手，為韓國女子團體After School的第一期成員及第二任隊長，同時也是分隊After School Red的成員。2012年6月5日After School的第一任隊長嘉熙宣佈畢業後，廷娥於7月17日綜藝節目《強心臟》公開發表成为After School第二任队长。2016年1月宣布約滿離開Pledis娛樂，並從After School畢業。
2017年8月宣布於2018年4月28日與小5歲的籃球選手鄭昌永完婚。長子鄭周勛在2019年10月出生。

## 演出作品

### 電影
- 2011年 《White：詛咒的旋律》飾演 Pure女團成員（客串）

### 電視劇
- 2012年　MBC Every 1《無計劃家族2》飾演 正雅[6]

## 音樂作品
所屬團體之共同作品，請參閱After School

### 原聲帶
- 2010年 MBC《Pasta》OST Part 2 〈귀여운 넌（可愛的你）〉

### 合輯
- 2013年 《SBS 赤腳的朋友們 My Story My Song》
  - 2013年8月18日發行〈HERO〉，演唱: U-ie  Feat.金廷娥